# Ptasi Raj

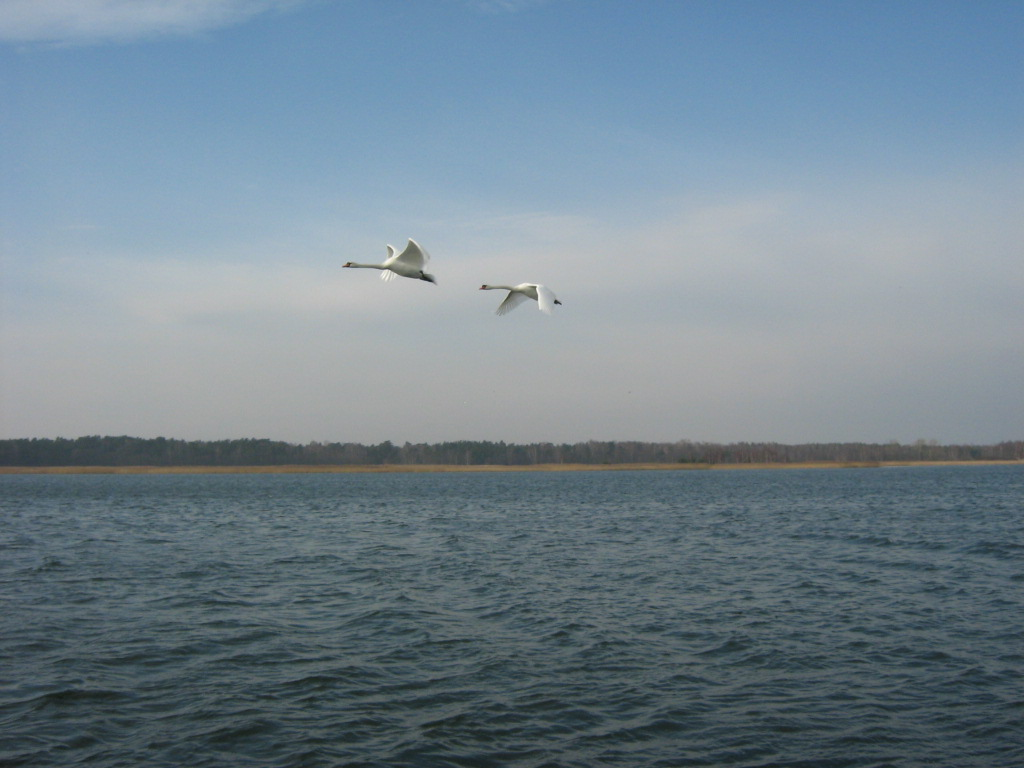
Naturschutzgebiet Ptasi Raj

Das Naturschutzgebiet Ptasi Raj („Vogelparadies“, polnisch Rezerwat przyrody Ptasi Raj) ist ein Natur- und Vogelschutzgebiet, gelegen an Ostsee und Kühner Weichsel auf der Wyspa Sobieszewska (Bohnsacker Insel) in der Woiwodschaft Pommern im Norden Polens.

## Geschichte

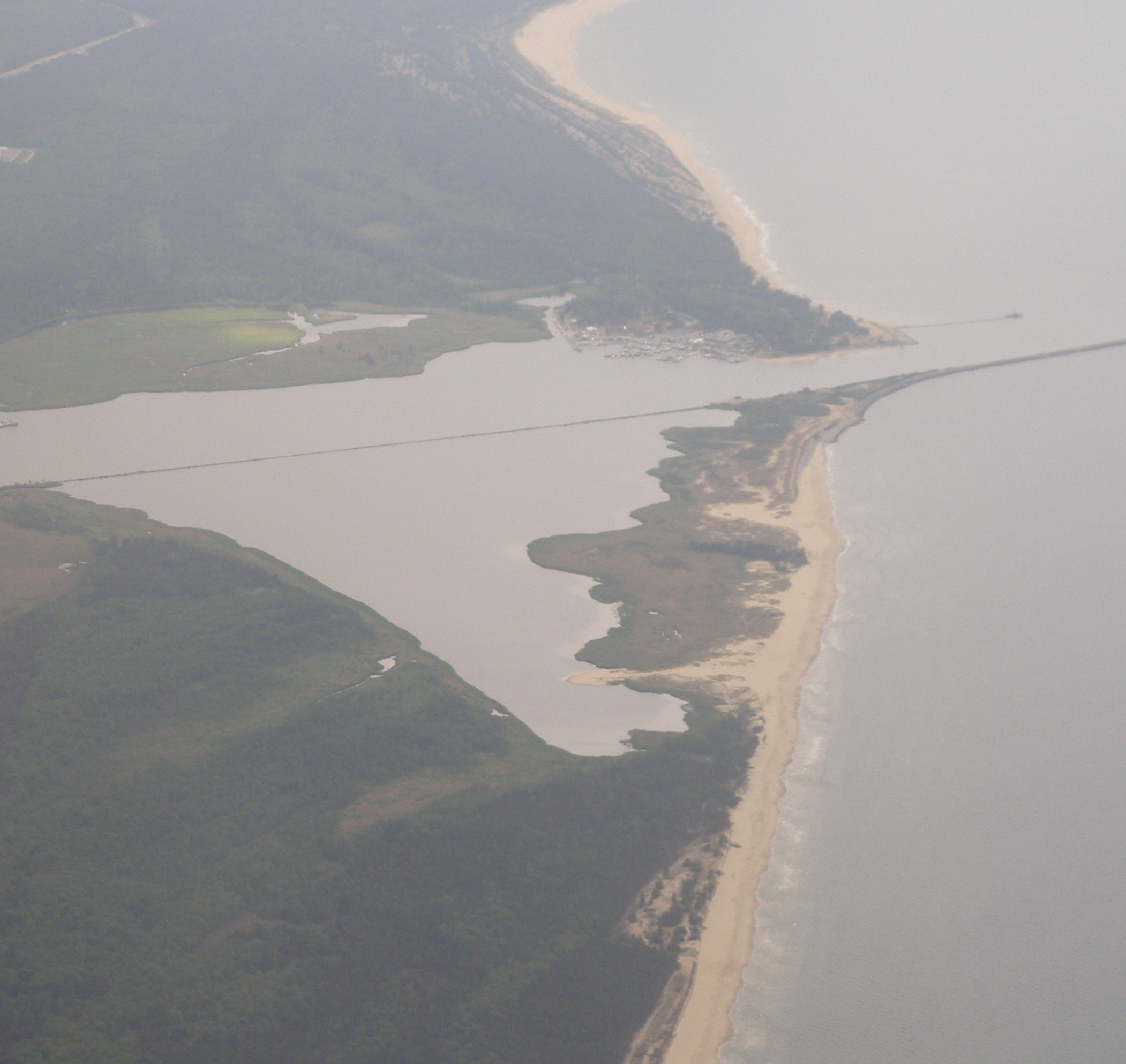
Ptasi Raj (Bildmitte links): Am Damm die Halbinsel Mierzeja Messyńska, davor der Östliche Haken, dahinter die Weichsel

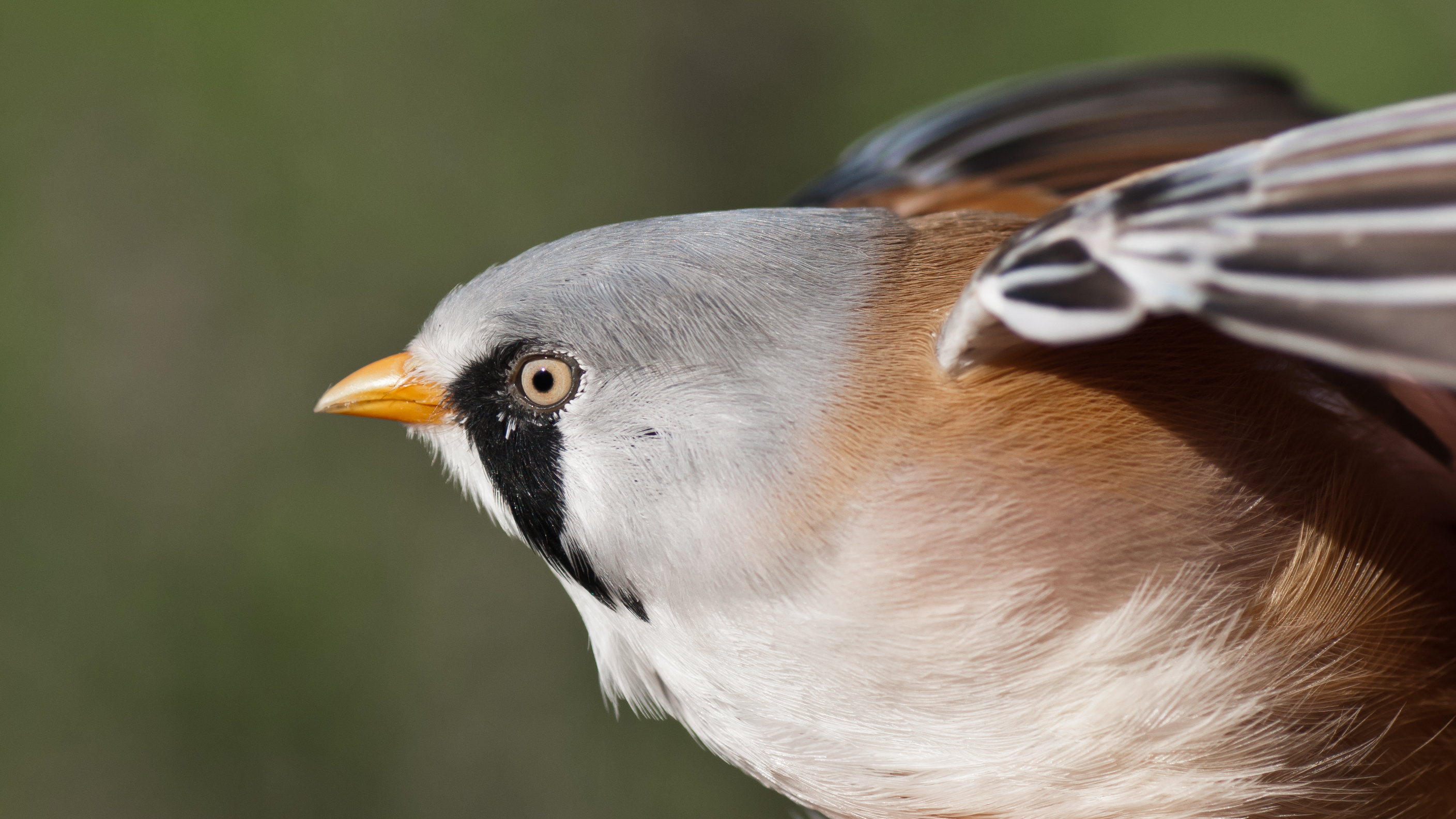
Bartmeise (männlich)

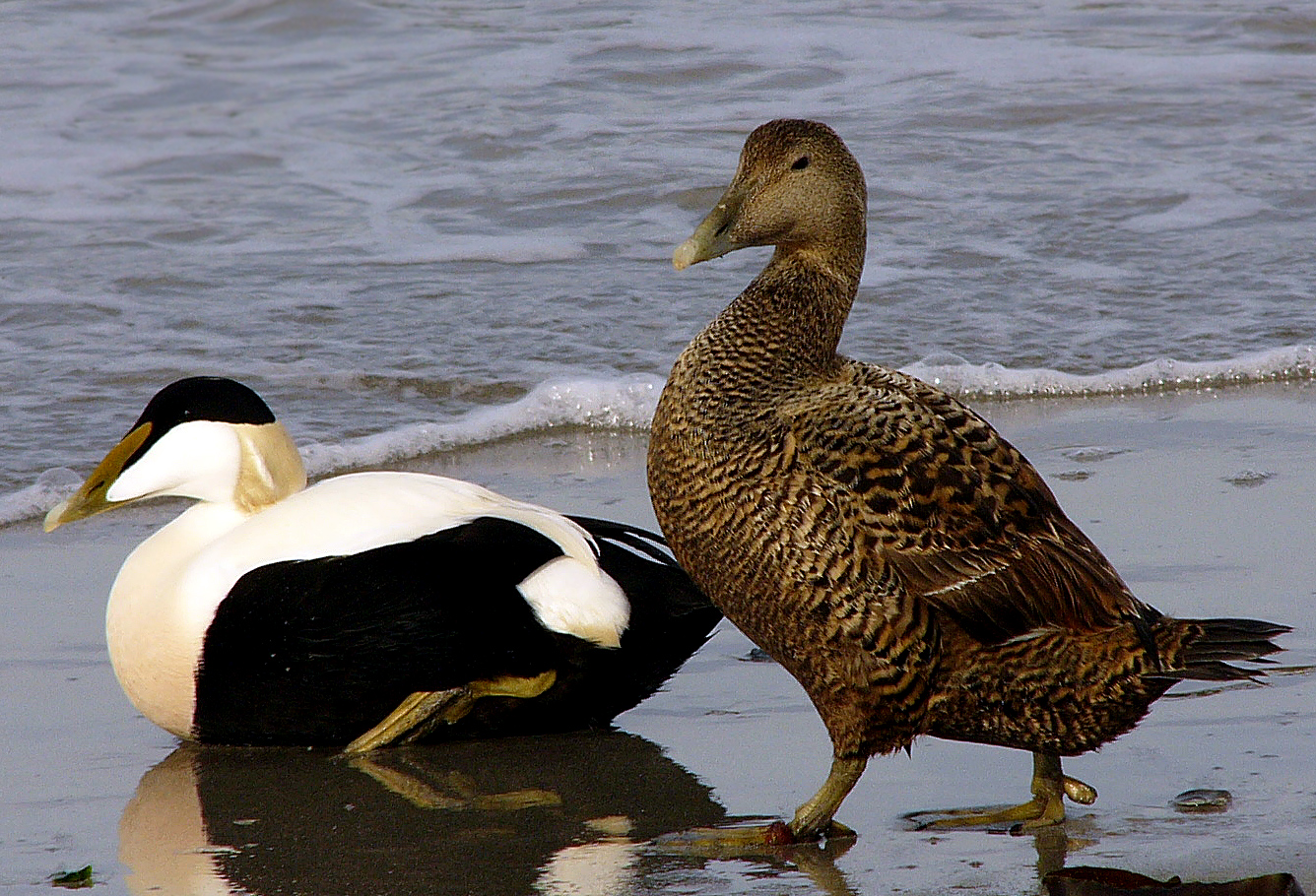
Eiderente (männl. und weiblich)

Ende Januar 1840 brach die Weichsel nach einem Hochwasser durch die Danziger Nehrung. In der Folge entstanden an ihrer neuen Mündung Sandbänke und Inseln. Die östlich der Mündung gelegene erhielt 1867 nach dem Schiffbruch der Messina deren Namen. Auf dieser Insel wurde 1894 ein Friedhof für Choleratote angelegt. Durch den Einfluss von Wind und Strömung (Ausgleichsküste) wurde die Insel Messina zur heutigen Halbinsel Mierzeja Messyńska (Messina Nehrung). Durch Maßnahmen des Küstenschutzes, unter anderem wurde zur Weichsel hin ein langer Steindamm errichtet, entstand der heute etwa 50 ha große Messina See (Jezioro Ptasi Raj).

### Staatliches Vogelschutzgebiet „Insel Messina“ im Deutschen Reich
Nachdem das Gebiet anfangs für den Wassersport genutzt worden war, setzte sich ab 1910 der Verein Jordsand zum Schutze der Seevögel für die Einrichtung eines Schutzgebietes ein. Trotz des Ersten Weltkriegs wurde 1915 Messina als staatliches Vogelschutzgebiet erklärt.
Damals konnten 123 Vogelarten nachgewiesen werden, von denen 27 als Seltenheiten und 24 als Brutvögel galten. Es wurden besonders das Auftreten von Dickschnabellummen, Wellenläufern, Raubseeschwalben, Schneeeulen und Bartmeisen hervorgehoben.

### Naturschutzgebiet „Ptasi Raj“ in der Republik Polen
Im Jahre 1959 wurde das 198 ha große Naturschutzgebiet Ptasi Raj ausgewiesen. Es soll als Rastplatz für Zugvögel und ein Brutgebiet von Wasser- und Watvögeln dienen. Heute sind mehr als 200 Arten, darunter 32 Brutvögel nachgewiesen. Zu letzteren gehören: Zwerg- und Schwarzhalstaucher, Rohrdommel, Grau- und Brandgans, Krickenten, Gänsesäger, Kleines und Tüpfelsumpfhuhn, Wasserrallen, Austernfischer, Sand- und Flussregenpfeifer Waldwasserläufer, Fluss- und Zwergseeschwalbe, Waldschnepfen, Blaukehlchen, Kranich und die Rohrweihe.
1997 wurde hier erstmals in Polen die Eiderente nachgewiesen.
In den zugänglichen Teilen sind Informationstafeln und zwei Beobachtungstürme aufgestellt.

## Geographie
Neben dem allmählich verlandenden Brackwassersee Jezioro Ptasi Raj (etwa 50 ha) gibt es noch den 8,8 ha großen Jezioro Karaś (Karauschenteich). Das Schutzgebiet gehört seit dem 1. Dezember 1973 administrativ zur Stadt Gdańsk (Danzig). Nächster Ort, etwa 1 km südlich ist Górki Wschodnie (Östlich-Neufähr).